# Élections législatives de 1877 dans la Loire
Les élections législatives de 1877 ont eu lieu le 14 octobre 1877.

## Députés élus
|   | Circonscription  | Député sortant           |  | Groupe parlementaire | Député élu               |  | Groupe parlementaire |
| - | ---------------- | ------------------------ |  | -------------------- | ------------------------ |  | -------------------- |
| 1 | Montbrison 1e    | Jean-Baptiste Chavassieu |  | Union républicaine   | Jean-Baptiste Chavassieu |  | Union républicaine   |
| 2 | Montbrison 2e    | Francisque Reymond       |  | Gauche républicaine  | Francisque Reymond       |  | Gauche républicaine  |
| 3 | Roanne 1e        | Charles Cherpin          |  | Centre gauche        | Charles Cherpin          |  | Centre gauche        |
| 4 | Roanne 2e        | Étienne Brossard         |  | Gauche républicaine  | Étienne Brossard         |  | Gauche républicaine  |
| 5 | Saint-Étienne 1e | Christophe Bertholon     |  | Extrême gauche       | Christophe Bertholon     |  | Extrême gauche       |
| 6 | Saint-Étienne 2e | Émile Crozet-Fourneyron  |  | Union républicaine   | Émile Crozet-Fourneyron  |  | Union républicaine   |
| 7 | Saint-Étienne 3e | Pétrus Richarme          |  | Gauche républicaine  | Pétrus Richarme          |  | Gauche républicaine  |

## Résultats à l'échelle du département
| Partis         | Partis              | Premier tour | Premier tour | Sièges |
| Partis         | Partis              | Voix         | %            | Sièges |
| -------------- | ------------------- | ------------ | ------------ | ------ |
|                | Gauche républicaine | 30 928       | 28,18        | 3      |
|                | Union républicaine  | 19 523       | 17,79        | 2      |
|                | Légitimistes        | 17 625       | 16,06        | 0      |
|                | Extrême gauche      | 15 067       | 13,73        | 1      |
|                | Orléanistes         | 11 561       | 10,53        | 0      |
|                | Centre gauche       | 10 132       | 9,23         | 1      |
|                | Bonapartistes       | 4 850        | 4,42         | 0      |
|                | Divers              | 75           | 0,07         | 0      |
|                |                     |              |              |        |
| Inscrits       | Inscrits            | 142 865      | 100,00       | 7      |
| Votants        | Votants             | 110 005      | 77,00        |        |
| Abstentions    | Abstentions         | 32 860       | 33,00        |        |
| Blancs et nuls | Blancs et nuls      | 244          | 0,22         |        |
| Exprimés       | Exprimés            | 109 761      | 99,78        |        |

## Résultats par arrondissement

### Arrondissement de Montbrison

#### 1recirconscription
| Candidat       | Candidat                                  | Étiquette,         | Premier tour | Premier tour |
| Candidat       | Candidat                                  | Étiquette,         | Voix         | %            |
| -------------- | ----------------------------------------- | ------------------ | ------------ | ------------ |
|                | Jean-Baptiste Chavassieu                  | Union républicaine | 8 377        | 63,33        |
|                | Pierre-Christophe Régis Bouchetal-Laroche | Bonapartiste       | 4 850        | 34,67        |
|                |                                           |                    |              |              |
| Inscrits       | Inscrits                                  | Inscrits           | 17 301       | 100,00       |
| Votants        | Votants                                   | Votants            | 13 234       | 76,49        |
| Abstention     | Abstention                                | Abstention         | 4 067        | 23,51        |
| Blancs et nuls | Blancs et nuls                            | Blancs et nuls     | 7            | 0,05         |
| Exprimés       | Exprimés                                  | Exprimés           | 13 227       | 99,95        |

#### 2ecirconscription
| Candidat       | Candidat           | Étiquette,          | Premier tour | Premier tour |
| Candidat       | Candidat           | Étiquette,          | Voix         | %            |
| -------------- | ------------------ | ------------------- | ------------ | ------------ |
|                | Francisque Reymond | Gauche républicaine | 9 631        | 66,62        |
|                | Coste              | Constitutionnel     | 4 824        | 33,37        |
|                | Divers             |                     | 2            | 0,01         |
|                |                    |                     |              |              |
| Inscrits       | Inscrits           | Inscrits            | 20 026       | 100,00       |
| Votants        | Votants            | Votants             | 14 478       | 77,47        |
| Abstention     | Abstention         | Abstention          | 5 548        | 22,53        |
| Blancs et nuls | Blancs et nuls     | Blancs et nuls      | 21           | 0,15         |
| Exprimés       | Exprimés           | Exprimés            | 14 457       | 99,85        |

### Arrondissement de Roanne

#### 1recirconscription
| Candidat       | Candidat                         | Étiquette,     | Premier tour | Premier tour |
| Candidat       | Candidat                         | Étiquette,     | Voix         | %            |
| -------------- | -------------------------------- | -------------- | ------------ | ------------ |
|                | Charles Cherpin                  | Centre gauche  | 10 132       | 65,55        |
|                | Francisque-Joseph Ramey de Sugny | Légitimiste    | 5 299        | 34,28        |
|                | Divers                           |                | 27           | 0,17         |
|                |                                  |                |              |              |
| Inscrits       | Inscrits                         | Inscrits       | 20 026       | 100,00       |
| Votants        | Votants                          | Votants        | 15 515       | 77,47        |
| Abstention     | Abstention                       | Abstention     | 4 511        | 22,53        |
| Blancs et nuls | Blancs et nuls                   | Blancs et nuls | 57           | 0,37         |
| Exprimés       | Exprimés                         | Exprimés       | 15 458       | 99,63        |

#### 2ecirconscription
| Candidat       | Candidat         | Étiquette,          | Premier tour | Premier tour |
| Candidat       | Candidat         | Étiquette,          | Voix         | %            |
| -------------- | ---------------- | ------------------- | ------------ | ------------ |
|                | Étienne Brossard | Gauche républicaine | 10 358       | 60,58        |
|                | Auguste Boullier | Constitutionnel     | 6 737        | 39,40        |
|                | Divers           |                     | 2            | 0,01         |
|                |                  |                     |              |              |
| Inscrits       | Inscrits         | Inscrits            | 21 154       | 100,00       |
| Votants        | Votants          | Votants             | 17 115       | 80,91        |
| Abstention     | Abstention       | Abstention          | 4 039        | 19,09        |
| Blancs et nuls | Blancs et nuls   | Blancs et nuls      | 18           | 0,11         |
| Exprimés       | Exprimés         | Exprimés            | 17 097       | 99,89        |

### Arrondissement de Saint-Étienne

#### 1recirconscription
| Candidat       | Candidat             | Étiquette,     | Premier tour | Premier tour |
| Candidat       | Candidat             | Étiquette,     | Voix         | %            |
| -------------- | -------------------- | -------------- | ------------ | ------------ |
|                | Christophe Bertholon | Extrême gauche | 15 067       | 85,14        |
|                | Gérin                | Légitimiste    | 2 596        | 14,67        |
|                | Divers               |                | 34           | 0,19         |
|                |                      |                |              |              |
| Inscrits       | Inscrits             | Inscrits       | 22 443       | 100,00       |
| Votants        | Votants              | Votants        | 17 807       | 79,34        |
| Abstention     | Abstention           | Abstention     | 4 636        | 20,66        |
| Blancs et nuls | Blancs et nuls       | Blancs et nuls | 110          | 0,62         |
| Exprimés       | Exprimés             | Exprimés       | 17 697       | 99,38        |

#### 2ecirconscription
| Candidat       | Candidat                | Étiquette,         | Premier tour | Premier tour |
| Candidat       | Candidat                | Étiquette,         | Voix         | %            |
| -------------- | ----------------------- | ------------------ | ------------ | ------------ |
|                | Émile Crozet-Fourneyron | Union républicaine | 11 146       | 68,40        |
|                | Vital de Rochetaillée   | Légitimiste        | 5 143        | 31,56        |
|                | Divers                  |                    | 7            | 0,04         |
|                |                         |                    |              |              |
| Inscrits       | Inscrits                | Inscrits           | 20 814       | 100,00       |
| Votants        | Votants                 | Votants            | 16 309       | 78,36        |
| Abstention     | Abstention              | Abstention         | 4 505        | 21,64        |
| Blancs et nuls | Blancs et nuls          | Blancs et nuls     | 13           | 0,08         |
| Exprimés       | Exprimés                | Exprimés           | 16 296       | 99,92        |

#### 3ecirconscription
| Candidat       | Candidat          | Étiquette,          | Premier tour | Premier tour |
| Candidat       | Candidat          | Étiquette,          | Voix         | %            |
| -------------- | ----------------- | ------------------- | ------------ | ------------ |
|                | Pétrus Richarme   | Gauche républicaine | 10 939       | 70,44        |
|                | Alexandre Jullien | Légitimiste         | 4 587        | 29,54        |
|                | Divers            |                     | 3            | 0,02         |
|                |                   |                     |              |              |
| Inscrits       | Inscrits          | Inscrits            | 21 101       | 100,00       |
| Votants        | Votants           | Votants             | 15 547       | 73,68        |
| Abstention     | Abstention        | Abstention          | 5 554        | 26,32        |
| Blancs et nuls | Blancs et nuls    | Blancs et nuls      | 18           | 0,12         |
| Exprimés       | Exprimés          | Exprimés            | 15 529       | 99,88        |